# Franz Xaver von Zach

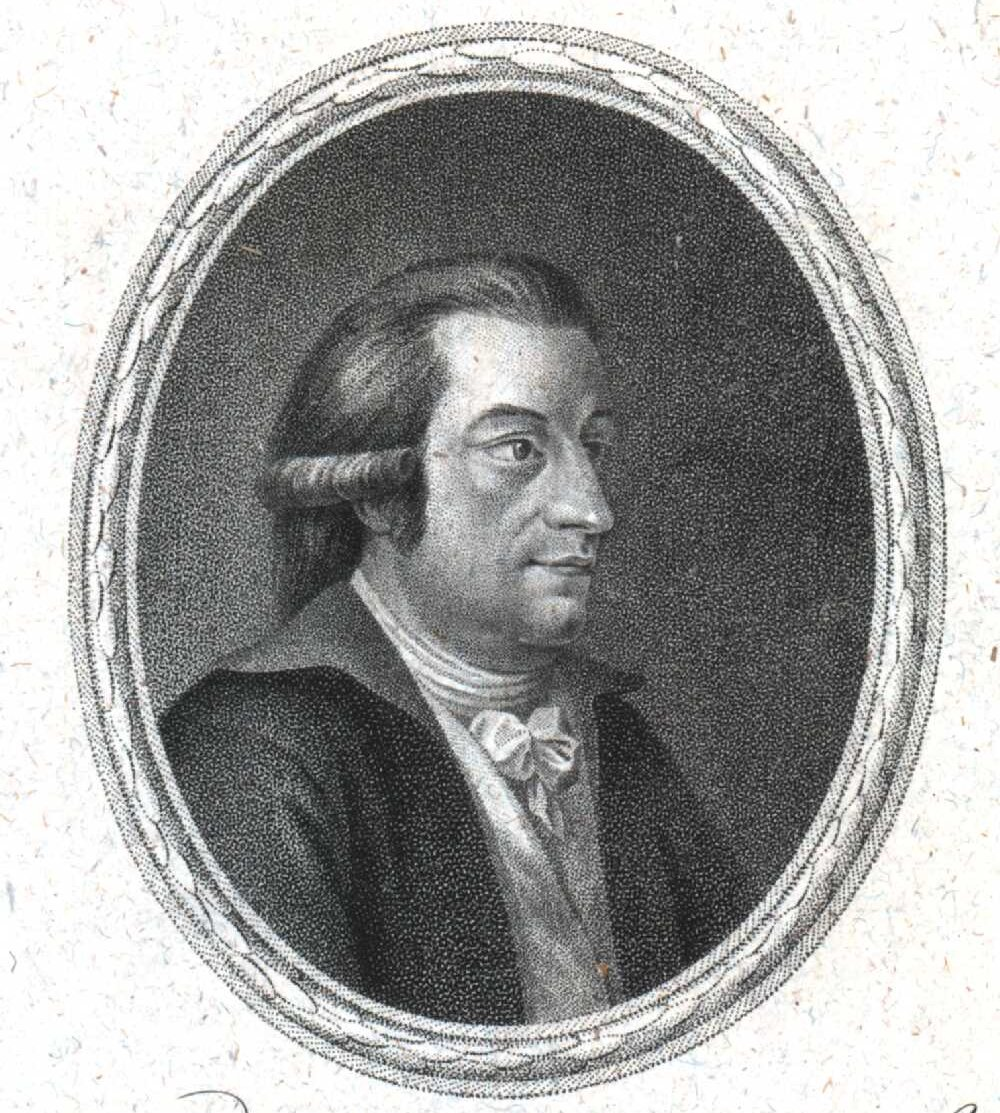
Franz Xaver von Zach

Baronul Franz Xaver Freiherr von Zach (n. 4 iunie 1754 - d. 2 septembrie 1832) a fost astronom austriac. A avut preocupări și în domeniile: geodezie, matematică, istoria științei și a fost ofițer în armata austriacă. 

## Biografie
S-a născut la Pesta. A servit pentru o perioadă armata austro-ungară, iar în perioada 1783 - 1786 a locuit la Londra, unde a fost guvernant la casa ministrului Heinrich von Brühl. În 1786, ducele Ernest al II-lea de Saxa-Gotha-Altenburg îi încredințează conducerea Observatorului Astronomic din Gotha. Urmează perioada cea mai fecundă a carierei sale.

## Contribuții

L'attraction des montagnes, 1814

### Astronomie
În jurul lui 1800, organizează un grup de 24 de astronomi pentru a începe o căutare sistematică a „planetei-lipsă”, care, conform legii Titius-Bode, ar trebui să existe între Marte și Jupiter. Astfel, mai mult din întâmplare, a fost descoperit asteroidul Ceres.